# 兵庫県道129号別府港加古川停車場線
兵庫県道129号別府港加古川停車場線（ひょうごけんどう129ごう べふこうかこがわていしゃじょうせん）は、兵庫県加古川市を通る一般県道である。

## 概要
加古川市別府町東町から加古川市加古川町粟津に至る。

### 路線データ
- 起点：加古川市別府町東町（別府住吉神社前交差点）
- 終点：加古川市加古川町粟津（加古川駅前交差点、国道2号交点）
- 総延長：5.284 km

## 路線状況

### 重複区間
- 国道250号（加古川市尾上町安田・安田東交差点 - 加古川市尾上町安田・安田交差点）

### 道路施設

#### 橋梁
- 別府橋（別府川、加古川市）
- 十五社橋（別府川、加古川市）

## 地理

### 通過する自治体
- 加古川市

### 交差する道路
| 交差する道路                                   | 交差する場所          | 交差する場所            |
| ---------------------------------------------- | --------------------- | ----------------------- |
| 兵庫県道718号明石高砂線                        | 別府町石町            | 別府交差点              |
| 兵庫県道383号八幡別府線                        | 別府町朝日町          | 山電別府駅南交差点      |
| 兵庫県道554号姫路明石自転車道線                | 別府町新野辺北町8丁目 |                         |
| 国道250号 重複区間起点                         | 尾上町安田            | 安田東交差点            |
| 国道250号 重複区間終点 兵庫県道386号野口尾上線 | 尾上町安田            | 安田交差点              |
| 兵庫県道209号鶴林寺線                          | 加古川町北在家        |                         |
| 国道2号                                        | 加古川町粟津          | 加古川駅前交差点 / 終点 |

### 交差する鉄道
- 山陽電気鉄道本線
- 山陽新幹線

### 沿線
- 別府港
- アリオ加古川
- 山陽電気鉄道本線 別府駅
- 加古川市立別府中学校
- 鶴林寺
- JR西日本山陽本線 加古川駅